# Côté cœur, côté jardin
Côté cœur, côté jardin és una pel·lícula francesa dirigida per Bertrand Van Effenterre, estrenada el 1984.

## Argument
Anna, parisenca i instruïda, i Claude, provinciana i autodidacta, són mig germanes però gairebé no es coneixen perquè no han viscut juntes. L'Anna va a la Borgonya per retrobar-se amb el seu pare, a qui fa molts anys que no veu, però en comptes hi troba la Claude, qui la rep fredament. La difícil convivència és alleugerida per un amic de Claude, François, mig pallasso, mig poeta. Però poc després és assassinat. Això enfortirà el lligam entre les germanes, de manera que quan Anne decideix tornar a París amb el seu marit i els seus fills, Claude marxa amb ella.

## Repartiment
- Bérangère Bonvoisin : Anne
- Julie Jézéquel : Claude
- Jean-François Stévenin : François
- Jean-Jacques Biraud : Jean
- Robin Renucci : Bernard
- Frédéric Duru : l'amic de Jean
- Annie Kerani : l'esposa de Jean
- Séverine Olivier-Lacamp : la cap de Claude